# Sion (Zwitserland)
Sion (Duits: Sitten; Latijn: Sedunum) is een stad in Zwitserland, in de Alpen. Het is de hoofdstad van het kanton Wallis. Het ligt in het dal van de Rhône. Het oude centrum is voetgangersgebied. Zeventig procent van de inwoners heeft het Frans als moedertaal. In de 19e eeuw was er nog een Duitstalige meerderheid die de functies van hoofdstad en bisschopszetel weerspiegelde in het, in meerderheid, Duitstalige kanton Wallis.

## Ligging
Sion stad ligt aan de Rhône. Het centrum ligt niet in het laagste deel van het dal van de Rhône, maar ligt iets hoger tegen de voet van de helling aan naar het noorden. De stad komt tegenwoordig wel tot aan de Rhône, aan weerszijden van de Rhône is gebouwd. In Sion stroomt de rivier de Sionne, die uit het noorden van de bergen komt, de Rhône in. Naar het zuiden de Alpen in ligt Val d'Hérens, een zijdal van het Rhônedal dat in Sion uitkomt. In het Rhônedal bij Sion, en verder naar het westen tot aan Martigny, liggen er veel wijngaarden.
De agglomeratie van Sion strekt zich tot hoog op de berghellingen van het Rhônedal uit. Hoewel niet aaneengesloten zijn de hellingen naar het noorden tot aan Crans-Montana, naar het zuidwesten tot aan les Collons en naar het zuidoosten de Val d'Hérens in regelmatig bebouwd.
Sion ligt in het district Sion aan de spoorlijn Lausanne - Brig en is bereikbaar via autosnelwegen. Sion bezit een klein vliegveld, de luchthaven van Sion, dat iets ten westen van de stad ligt. In 1860 arriveerde de eerste trein in het station van Sion.
De stad geldt als een van de droogste steden van Zwitserland en het klimaat is voor Zwitserse begrippen zacht.

## Sport
FC Sion is de professionele voetbalclub van Sion en speelt zijn wedstrijden in het Stade de Tourbillon. FC Sion werd in 1992 en 1997 landskampioen van Zwitserland.
Sion was ook kandidaat voor de organisatie van de Olympische Spelen van 2026.

## Historie

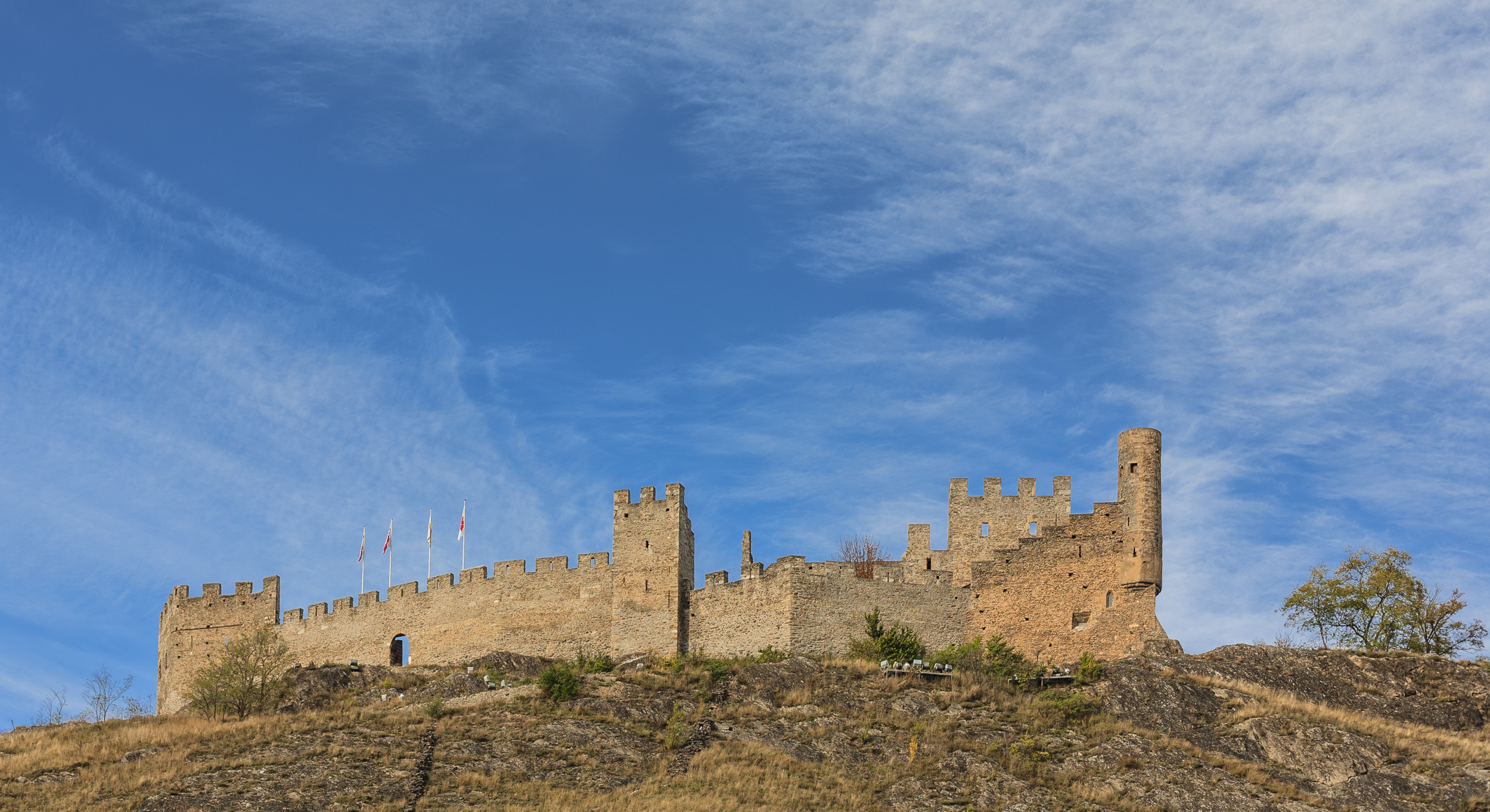
Rots van Tourbillon

Karakteristiek aan Sion is het middeleeuwse stadsbeeld, dat beheerst wordt door de rots van Valeria, 621 m, met de pelgrimskerk Notre-Dame de Valère uit de 12e en 13e eeuw en de rots van Tourbillon, 655 m, met de ruïne van de antieke burcht van de bisschop uit de 13e eeuw.
De gemeente bestaat in haar huidige omvang sinds de fusie in 1968 met de toenmalige zelfstandige gemeente Bramois.

## Geboren
- Marianne Maret (1958), politica
- Marco Pascolo (1966), voetballer
- Alexandre Rey (1972), voetballer
- Jonathan Fumeaux (1988), wielrenner
- Elton Monteiro (1994), voetballer
- Edimilson Fernandes (1996), voetballer

## Overleden
- Marie-Barbe Antamatten (1745-1816), geestelijke en ziekenhuisoverste
- Marie Gilliard-Malherbe (1848-1911), schrijfster en landbouwster
- François Isaac de Rivaz genaamd Isaac de Rivaz, (Parijs, 19 december 1752 - Sion, 30 juli 1828) was een Zwitsers politicus en uitvinder.

## Overig
De heavymetalband Samael is afkomstig uit Sion, waar het in 1987 werd opgericht.